# 第18回全日本大学女子サッカー選手権大会
第18回全日本大学女子サッカー選手権大会は、2009年11月27日から2010年1月6日にかけて開催される全日本大学女子サッカー選手権大会の第18回大会である。1次リーグ開催地が福島県楢葉町･広野町のJヴィレッジとなり、同大会史上初めて、兵庫県以外の会場で開催される大会となった。

## 概要

### レギュレーション
- 1次ラウンド: 16チームを4チームプずつ4グループに分け、1回総当りのリーグ戦形式で行う。各グループの首位チームが決勝トーナメントに進出する。
- 決勝ラウンド: 1次ラウンドを突破した4チームによるトーナメント形式で行う。3位決定戦は行わず、準決勝敗者チームは2チームとも3位と扱う。
- 試合時間は、1次ラウンドは80分 (40分ハーフ)、決勝ラウンドは90分 (45分ハーフ)。
- ハーフタイムのインターヴァルは、1次ラウンドは原則10分、決勝ラウンドは原則15分。
- 1次ラウンドにおける順位決定は、算出した勝ち点の合計により決定し、最も多いチームが上位となる。1試合あたり、勝者には勝ち点3、敗者には勝ち点0が与えられる。引き分けの場合、双方のチームに勝ち点1ずつが与えられる。

ただし、勝ち点数で同数のチームが複数ある場合は、以下の順序で順位を決定する:
- - 1. 全試合の得失点差
  - 2. 全試合の総得点数
  - 3. 当該チーム同士の対戦結果/勝敗
  - 4. 1～3が全て同一の場合、当該チーム代表者立会いの下で抽選を行う
- 規定時間以内で決着がつかない場合、1次ラウンドでは引き分けとする。決勝ラウンドでは20分 (10分ハーフ) の延長戦を行い、なお決しない場合はPK方式によって勝者を決定する。ただし、決勝戦において延長戦終了時点で勝敗が決しない場合、PK戦は行わず、両チームとも優勝とする。
- 延長戦に入る前のインターバルは5分。
- PK戦に入る前のインターバルは1分。
- 各試合ごとに、代表者は18名の選手を登録する。
- 登録選手のうち、先発出場選手を除き、最大7名の選手を交代要員としてベンチ入りさせる事ができる。
- 7名の交代要員のうち、1試合あたり、最大で5名まで交代させる事ができる。[1]

### 日程
2009年
- 11月27日 - 監督会議
- 11月28日 - 1次ラウンド

00000～30日
2010年
- 1月4日 - 準決勝
- 1月6日 - 決勝･表彰式 ※全日本大学サッカー選手権大会決勝戦とダブルヘッダー

### 会場
- Jヴィレッジ - 1次ラウンドで使用
- 国立西が丘サッカー場 - 準決勝で使用
- 国立霞ヶ丘競技場陸上競技場 - 決勝戦で使用

### 出場校
- 北海道: 1校
  - 北海道教育大学 - 北海道釧路市
- 東北: 1校
  - 山形大学 - 山形県山形市
- 関東: 5校
  - 神奈川大学 - 神奈川県平塚市
  - 早稲田大学 - 東京都新宿区
  - 日本体育大学 - 神奈川県横浜市青葉区
  - 関東学園大学 - 群馬県太田市
  - 武蔵丘短期大学 - 埼玉県比企郡吉見町
- 北信越: 1校
  - 信州大学 - 長野県松本市
- 東海: 1校
  - 静岡産業大学 - 静岡県磐田市
- 関西: 3校
  - 大阪体育大学 - 大阪府泉南郡熊取町
  - 大阪国際大学 - 大阪府守口市
  - 大阪教育大学 - 大阪府柏原市
- 中国: 1校
  - 吉備国際大学 - 岡山県高梁市
- 四国: 1校
  - 愛媛女子短期大学 - 愛媛県宇和島市
- 九州: 1校
  - 福岡大学 - 福岡県福岡市
- プレーオフ: 1校
  - 筑波大学 - 茨城県つくば市

## プログラム
これまで表紙のみがカラーであったが、今回大会のものから他のページも全てフルカラー印刷となった (価格は従来通り、1部1,000円のままで据え置かれた)。また表紙デザインが、望月三起也による、箒にまたがって空を飛ぶ魔女のイラストから、男子側の全日本大学サッカー選手権大会のプログラム同様、大会出場予定の著名な選手の画像中心のものに変更された
。
プログラムには2009年にベオグラードで開催されたユニバーシアードに出場した日本代表選手のうち、井手上麻子（日本体育大学）・小山季絵（早稲田大学）・菅原未紗（吉備国際大学）・高橋奈々（武蔵丘短期大学）・山内典子（大阪体育大学）の5選手が選ばれ、ユニフォーム姿の画像が掲載された。

## 予選

### 北海道
- 参加申込チームが北海道教育大学のみのため、推薦により出場権獲得

### 東北
優勝チームが出場権を獲得する。準優勝チームはプレーオフ出場権を獲得する。

### 関東
関東女子大学サッカーリーグ1部リーグの優勝～5位チームが出場権を獲得する。6位チームはプレーオフ出場権を獲得する。試合結果は以下の通りである:
|                     | 神奈川大 | 早稲田大 | 日体大 | 関東学大 | 武蔵丘短 | 筑波大 | 東女体大 | 慶應大 | 勝 | 分 | 負 | 勝点数 | 得点 | 失点 | 得失差 |
| ------------------- | -------- | -------- | ------ | -------- | -------- | ------ | -------- | ------ | -- | -- | -- | ------ | ---- | ---- | ------ |
| 1. 神奈川大学       | ×        | ○1-0     | ○4-2   | ○4-1     | △1-1     | ○5-1   | ○2-1     | ○6-1   | 6  | 1  | 0  | 19     | 23   | 7    | +16    |
| 2. 早稲田大学       | ●0-1     | ×        | ○2-1   | ○2-1     | ○4-1     | ○4-3   | ○5-1     | ○6-0   | 6  | 0  | 0  | 18     | 23   | 8    | +15    |
| 3. 日本体育大学     | ●2-4     | ●1-2     | ×      | ●0-1     | ○2-0     | ○7-0   | ○2-0     | ○4-0   | 4  | 0  | 3  | 12     | 18   | 7    | +11    |
| 4. 関東学園大学     |          |          |        | ×        |          |        |          |        |    |    |    |        |      |      |        |
| 5. 武蔵丘短期大学   |          |          |        |          | ×        |        |          |        |    |    |    |        |      |      |        |
| 6. 筑波大学         |          |          |        |          |          | ×      |          |        |    |    |    |        |      |      |        |
| 7. 東京女子体育大学 |          |          |        |          |          |        | ×        |        |    |    |    |        |      |      |        |
| 8. 慶應義塾大学     |          |          |        |          |          |        |          | ×      |    |    |    |        |      |      |        |

### 北信越
優勝チームが出場権を獲得する。準優勝チームはプレーオフ出場権を獲得する。

### 関西
関西女子学生サッカーリーグ秋季リーグ1部リーグの優勝～3位チームが出場権を獲得する。

### 中国
優勝チームが出場権を獲得する。

### 九州
優勝チームが出場権を獲得する。

### プレーオフ
3校総当り1回戦のリーグ戦形式で行われ、1位チームが出場権を獲得する。

### 武庫川女子大学問題
関西女子学生サッカーリーグ1部リーグは、上記5校に武庫川女子大学サッカー部を加えた6校によって行われた。同大学は例年、大阪体育大学に次ぐ成績を挙げて、大学選手権においても出場の常連校のひとつとみなされていた。
武庫川女子大は秋季リーグでリーグ2位となったが、リーグ閉幕後、大学を休学中の選手2名を出場させていた事が発覚した。リーグを運営する関西学生女子サッカー連盟は、2009年度の春季･秋季双方のリーグにおける同大学の成績を取り消した上、同大学に2部リーグに降格させる処分内容を決定したが、11月19日に開催された日本サッカー協会の規律･フェアプレー委員会の会議にて、当該選手の選手登録を有効とする見解が提示された。
これを受けて同大学への処分は撤回される見通しとなったが、選手権出場校が全て決定してしまっていたため、武庫川女子大学の出場は見送られる事となった。

## 1次ラウンド
- 試合開始時刻は日本標準時に基づく。

### Aグループ

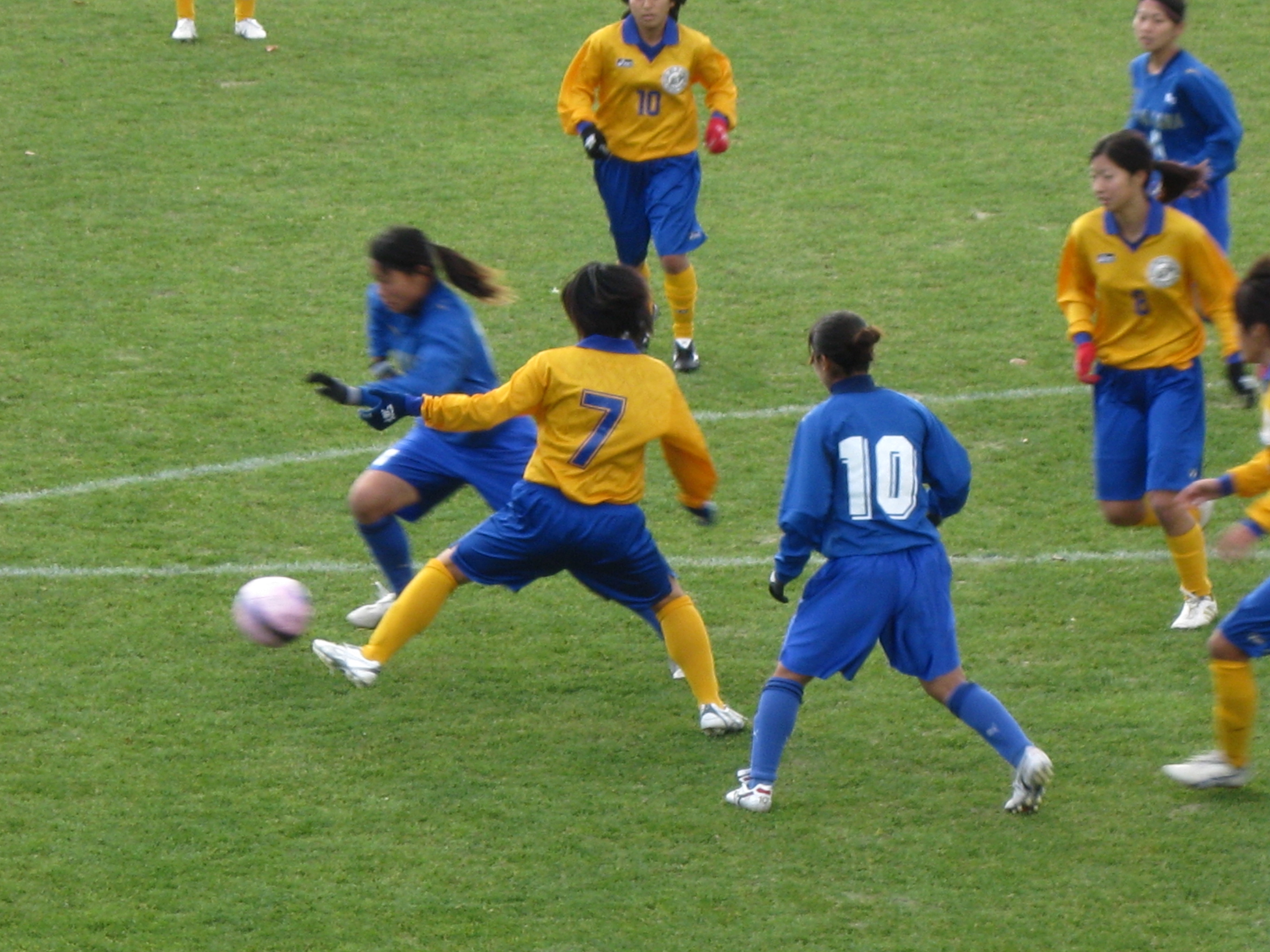
1次リーグ2日目、神奈川大学女子サッカー部と大阪教育大学サッカー部との試合

| チーム          | 勝点 | 試合数 | 勝 | 引分 | 負 | 得点 | 失点 | 差  |
| --------------- | ---- | ------ | -- | ---- | -- | ---- | ---- | --- |
| 1. 神奈川大学   | 9    | 3      | 3  | 0    | 0  | 19   | 2    | +17 |
| 2. 筑波大学     | 6    | 3      | 2  | 0    | 1  | 17   | 4    | +13 |
| 2. 大阪教育大学 | 3    | 3      | 0  | 1    | 2  | 1    | 16   | -15 |
| 4. 福岡大学     | 0    | 3      | 0  | 0    | 3  | 2    | 15   | -13 |

| 2009年11月28日 11:00 |

| 神奈川大学                                    | 3 - 2 | 筑波大学                      |
| 笹野茜 12分 · 長田いづみ 42分 · 牟田佳織 53分 |       | 小林亜樹 48分 · 筏井りさ 50分 |

| Jヴィレッジ ピッチ1 観客数: 約100人 主審: 竹下聖 |

| 2009年11月28日 13:30 |

| 大阪教育大学    | 1 - 0 | 福岡大学 |
| 瀬賀友加里 39分 |       |          |

| Jヴィレッジ ピッチ1 観客数: 不明 主審: 河添三代子 |

| 2009年11月29日 11:00 |

| 神奈川大学                                                                                                | 9 - 0 | 大阪教育大学 |
| 笹野茜 1分 · 牟田佳織 15分 71分 · 桑原由恵 26分 36分 · 永田真耶 51分 56分 · 小山真央 73分 · 水島久美 79分 |       |              |

| Jヴィレッジ ピッチ1 観客数: 約50人 主審: 齋藤隆 |

| 2009年11月29日 13:30 |

| 筑波大学                                               | 7 - 2 | 福岡大学                      |
| 古山優衣 27分 67分 · 筏井りさ 41分 44分 48分 71分 72分 |       | 上利沙織 33分 · 江島香織 79分 |

| Jヴィレッジ ピッチ1 観客数: 約50人 主審: 的崎睦子 |

| 2009年11月30日 11:00 |

| 福岡大学 | 0 - 7 | 神奈川大学 |
|          |       |            |

| Jヴィレッジ ピッチ1 |

| 2009年11月30日 11:00 |

| 筑波大学 | 7 - 0 | 大阪教育大学 |
|          |       |              |

| Jヴィレッジ ピッチ2 |

### Bグループ

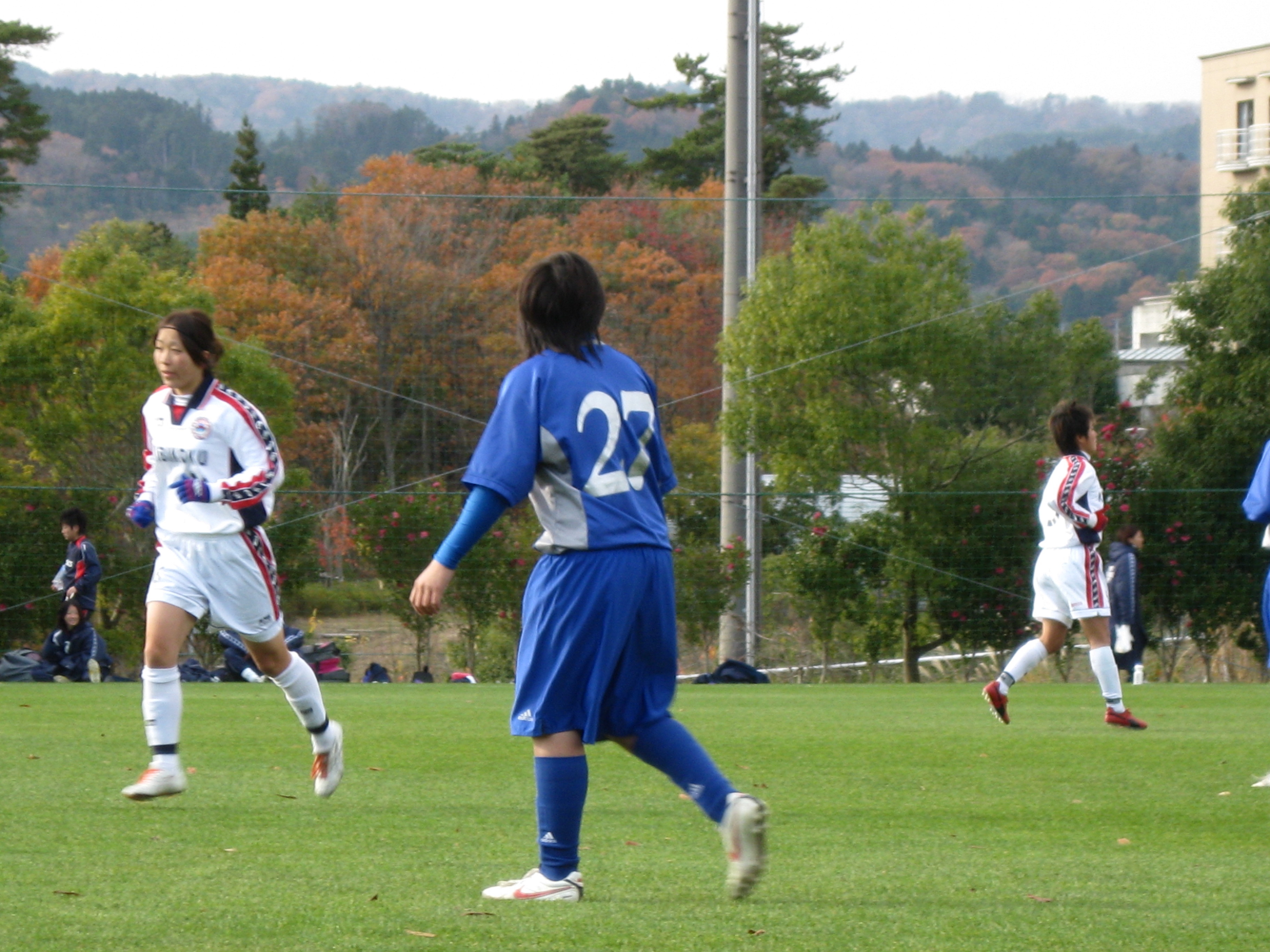
1次リーグ第2日目、吉備国際大学対大阪国際大学戦の様子

| チーム          | 勝点 | 試合数 | 勝 | 引分 | 負 | 得点 | 失点 | 差 |
| --------------- | ---- | ------ | -- | ---- | -- | ---- | ---- | -- |
| 1. 関東学園大学 | 9    | 3      | 3  | 0    | 0  | 11   | 2    | +9 |
| 2. 吉備国際大学 | 6    | 3      | 2  | 0    | 1  | 8    | 2    | +6 |
| 2. 大阪国際大学 | 1    | 3      | 0  | 1    | 2  | 3    | 10   | -7 |
| 4. 山形大学     | 1    | 3      | 0  | 1    | 2  | 2    | 10   | -8 |

| 2009年11月28日 11:00 |

| 大阪国際大学 | 0 - 8 | 関東学園大学 |
|              |       | 黒澤志保 38分 · 高橋紗樹 39分 · 大嶋さゆり 43分 · 野村まい 51分 61分 · 嶋田愛子 59分 · 東朋美 70分 · 三上真季 79分 |

| Jヴィレッジ ピッチ2 観客数: 約100人 主審: 鮎貝志保 |

| 2009年11月28日 13:30 |

| 吉備国際大学 | 10 - 1 | 山形大学      |
| 坂本珠梨 9分 · 井田舞佳 13分 · 高橋悠 32分 70分 72分 · 高橋千帆 46分 58分 · 木村紫乃 64分 · 磯金みどり 68分 · 中出ひかり 80分 |        | 芦埜結香 25分 |

| Jヴィレッジ ピッチ2 観客数: 約100人 主審: 的崎睦子 |

| 2009年11月29日 11:00 |

| 山形大学 | 0 - 8 | 関東学園大学                                                                                            |
|          |       | 嶋田愛子 19分 52分 · 北原佳奈 36分 · 大嶋さゆり 39分 · 野村まい 72分 82分 · 77分 (o.g.) · 三上真季 79分 |

| Jヴィレッジ ピッチ2 観客数: 約100人 主審: 伊藤実奈子 |

| 2009年11月29日 13:30 |

| 吉備国際大学 | 5 - 0 | 大阪国際大学                                         |
|              |       | 高橋悠 1分 47分 80分 · 高橋千帆 45分 · 小坂玲那 68分 |

| Jヴィレッジ ピッチ2 観客数: 約200人 主審: 樽本好美 |

| 2009年11月29日 11:00 |

| 吉備国際大学 | 1 - 3 | 関東学園大学 |
|              |       |              |

| Jヴィレッジ ピッチ4 |

| 2009年11月29日 11:00 |

| 山形大学 | 0 - 2 | 大阪国際大学 |
|          |       |              |

| Jヴィレッジ ピッチ5 |

### Cグループ

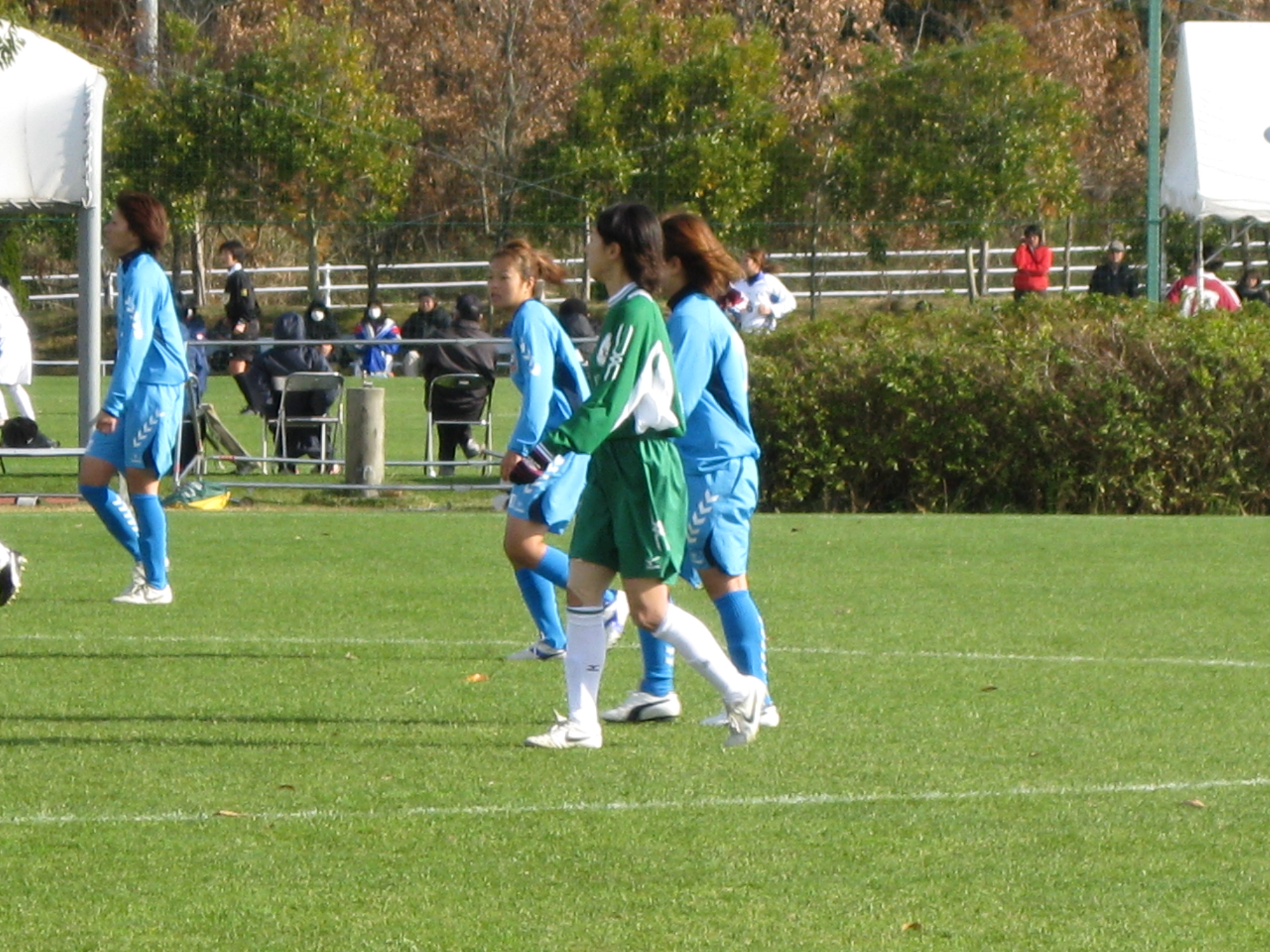
1次リーグ第2日目、大阪体育大学対静岡産業大学戦の様子

| チーム              | 勝点 | 試合数 | 勝 | 引分 | 負 | 得点 | 失点 | 差  |
| ------------------- | ---- | ------ | -- | ---- | -- | ---- | ---- | --- |
| 1. 大阪体育大学     | 7    | 3      | 2  | 1    | 0  | 12   | 2    | +10 |
| 2. 日本体育大学     | 7    | 3      | 2  | 1    | 0  | 12   | 3    | +9  |
| 2. 静岡産業大学     | 3    | 3      | 0  | 1    | 2  | 4    | 7    | -3  |
| 4. 愛媛女子短期大学 | 0    | 3      | 0  | 0    | 3  | 1    | 17   | -16 |

| 2009年11月28日 11:00 |

| 大阪体育大学                                                 | 7 - 0 | 愛媛女子短期大学 |
| 田中由女 13分 · 前田恵理子 23分 28分 50分 · 泊志穂 35分 38分 |       |                  |

| Jヴィレッジ ピッチ4 観客数: 約100人 主審: 伊藤実奈子 |

| 2009年11月28日 13:30 |

| 静岡産業大学 | 0 - 4 | 日本体育大学                                             |
|              |       | 久保田麻友 19分 · 井手上麻子 21分 78分 · 高島瑠里子 24分 |

| Jヴィレッジ ピッチ4 観客数: 約100人 主審: 新井裕介 |

| 2009年11月29日 11:00 |

| 大阪体育大学                        | 3 - 0 | 静岡産業大学 |
| 六車美紀 1分 17分 · 前田恵理子 14分 |       |              |

| Jヴィレッジ ピッチ4 観客数: 約120人 主審: 桐原純子 |

| 2009年11月29日 13:30 |

| 愛媛女子短期大学 | 1 - 6 | 日本体育大学                                                                           |
| 小川明莉 59分    |       | 久保田麻友 41分 54分 · 山田ゆり香 51分 · 有吉佐織 53分 · 吉村梨紗 75分 · 河合奈世 79分 |

| Jヴィレッジ ピッチ4 観客数: 約100人 主審: 小泉朝香 |

| 2009年11月30日 13:30 |

| 大阪体育大学 | 2 - 2 | 日本体育大学 |
|              |       |              |

| Jヴィレッジ ピッチ1 |

| 2009年11月30日 13:30 |

| 愛媛女子短期大学 | 0 - 4 | 静岡産業大学 |
|                  |       |              |

| Jヴィレッジ ピッチ2 |

### Dグループ
| チーム            | 勝点 | 試合数 | 勝 | 引分 | 負 | 得点 | 失点 | 差  |
| ----------------- | ---- | ------ | -- | ---- | -- | ---- | ---- | --- |
| 1. 早稲田大学     | 9    | 3      | 3  | 0    | 0  | 49   | 2    | +47 |
| 2. 武蔵丘短期大学 | 6    | 3      | 2  | 0    | 1  | 49   | 4    | +45 |
| 2. 信州大学       | 3    | 3      | 0  | 1    | 2  | 11   | 27   | -16 |
| 4. 北海道教育大学 | 0    | 3      | 0  | 0    | 3  | 0    | 76   | -76 |

| 2009年11月28日 11:00 |

| 早稲田大学 | 34 - 0 | 北海道教育大学 |
| 大滝麻未 1分 8分 18分 20分 · 22分 35分 58分 62分 · 65分 77分 · 髙畑志帆 4分 15分 · 小山季絵 7分 9分 19分 · 原一歩 11分 20分 39分 41分 · 44分 · 大脇友里佳 33分 · 臼井理恵 47分 63分 71分 74分 · 78分 · 中村茜 51分 · 小野瞳 52分 61分 · 寺澤希 55分 65分 · 杉山遼 73分 80分 |        |                |

| Jヴィレッジ ピッチ5 観客数: 約100人 主審: 真殿三加 |

| 2009年11月28日 13:30 |

| 信州大学 | 0 - 16 | 武蔵丘短期大学 |
|          |        | 2分 12分 鈴木薫子 · 13分 24分 39分 岡見奈々 · 16分 藤田妃奈子 · 26分 渡辺彩香 · 43分 69分 斉藤麻美 · 45分 渡辺香奈子 · 49分 56分 60分 63分 76分 三浦真澄 · 72分 浮田琴音 |

| Jヴィレッジ ピッチ5 観客数: 約100人 主審: 桐原純子 |

| 2009年11月29日 11:00 |

| 早稲田大学 | 11 - 1 | 信州大学        |
| 1分 14分 八木彩香 · 4分 53分 63分 原一歩 · 21分 菅藤彩子 · 24分 27分 39分 大滝麻未 · 70分 小野瞳 · 78分 臼井理恵 |        | 79分 河原みのり |

| Jヴィレッジ ピッチ5 観客数: 約100人 主審: 竹下聖 |

| 2009年11月29日 13:30 |

| 北海道教育大学 | 0 - 32 | 武蔵丘短期大学 |
|                |        | 1分 11分 19分 21分 川崎詩織 · 5分 南知穂 · 25分 58分 60分 77分 79分 浮田琴音 · 28分 山田千紘 · 33分 38分 42分 50分 60分 渡辺彩香 · 34分 49分 鈴木友望 · 35分 41分 45分 48分 · 52分 56分 68分 73分 74分 鈴木薫子 · 36分 40分 小林優司葉 · 43分 46分 64分 藤田妃奈子 |

| Jヴィレッジ ピッチ5 観客数: 約100人 主審: 渡邉晶子 |

| 2009年11月30日 13:30 |

| 北海道教育大学 | 0 - 10 | 信州大学 |
|                |        |          |

| Jヴィレッジ ピッチ4 |

| 2009年11月30日 13:30 |

| 早稲田大学 | 4 - 1 | 武蔵丘短期大学 |
|            |       |                |

| Jヴィレッジ ピッチ5 |

## 決勝トーナメント
|  | 準決勝       | 準決勝     |   |  | 決勝 | 決勝 |
|  |              |            |   |  |      |      |
|  |              |            |   |  |      |      |
|  | 神奈川大学   | 3 (延)     |   |  |      |      |
|  | 関東学園大学 | 2 (長)     |   |  |      |      |
|  |              |            |   |  |      |      |
|  | 神奈川大学   | 1          |   |  |      |      |
|  |              | 早稲田大学 | 2 |  |      |      |
|  |              |            |   |  |      |      |
|  | 大阪体育大学 | 0          |   |  |      |      |
|  | 早稲田大学   | 2          |   |  |      |      |

### 準決勝
| 2010年1月4日 11:00 |

| 神奈川大学                                      | 3 - 2 (延長戦) | 関東学園大学                  |
| 小山真央 49分 · 長田いづみ 55分 · 水島久美 98分 |                | 野村まい 19分 · 北原佳奈 89分 |

| 国立西が丘サッカー場 観客数: 約1060人 主審: 新川里佳子 |

| 2010年1月4日 14:00 |

| 大阪体育大学                  | 0 - 2 | 早稲田大学 |
| 小山季絵 35分 · 島田知佳 83分 |       |            |

| 国立西が丘サッカー場 観客数: 約1300人 主審: 竹下聖 |

### 決勝戦
| 2010年1月6日 11:30 |

| 神奈川大学    | 1 - 2 | 早稲田大学                    |
| 桑原由恵 73分 |       | 原一歩 20分 · 有町紗也香 40分 |

| 国立競技場 観客数: 3,200人 主審: 佐藤奈美 |

## 最終結果
| 第18回全日本大学女子サッカー選手権大会 優勝チーム |
| ------------------------------------------------- |
| 早稲田大学 4年ぶり2回目                           |